# Shin Megami Tensei II
Shin Megami Tensei II (真・女神転生II?, Shin Megami Tensei Tsū) è un videogioco di ruolo, sequel di Shin Megami Tensei, pubblicato per Super Nintendo e pubblicato il 18 marzo 1994 in Giappone. È stato in seguito realizzato un remake per PlayStation nel 2002, per Game Boy Advance nel 2003 e successivamente per iOS e Android nel 2012. Il titolo fa parte della serie Megami Tensei. Come molti altri titoli della serie, non è mai stato pubblicato al di fuori del Giappone.